# Channel One Cup 2006
Channel One Cup 2006 byl turnaj ze série Euro Hockey Tour. Hokejový turnaj byl odehrán od 14.12.2006 - do 17.12.2006 v Moskvě. Utkání Finsko - Česko bylo odehráno v Helsinkách.

## Výsledky a tabulka
|    |         | RUS    | FIN    | SWE     | CZE   | V | VP | PP | P | Skóre | B |
| 1. | Rusko   | Rusko  | 3:0    | 0:1 SN  | 4:1   | 2 | 0  | 1  | 0 | 7:2   | 7 |
| 2. | Finsko  | 0:3    | Finsko | 2:1     | 3:2   | 2 | 0  | 0  | 1 | 5:6   | 6 |
| 3. | Švédsko | 1:0 SN | 1:2    | Švédsko | 7:5   | 1 | 1  | 0  | 1 | 9:7   | 4 |
| 4. | Česko   | 1:4    | 2:3    | 5:7     | Česko | 0 | 0  | 0  | 3 | 8:14  | 0 |

 Česko -  Finsko  2:3 (0:1, 2:2, 0:0) Zpráva
14. prosince 2006 – Helsinky	
- Branky  Česko: 23:54 Jan Marek, 28:38 Josef Straka
- Branky  Finsko: 12:41 Janne Pesonen, 23:16 Mika Pyörälä, 38:04 Janne Pesonen
- Rozhodčí: Sjöberg (SWE) – Kekäläinen, Lajunen (FIN)
- Vyloučení: 7:7 (1:2)
- Diváků: 4 910

 Rusko -  Švédsko 0:1  SN  Zpráva
14. prosince 2006 – Moskva
- Branky  Rusko: nikdo
- Branky  Švédsko: rozhodující  SN : Tony Martensson
- Rozhodčí: Leinonen (Fin)
- Vyloučení: 5:11
- Diváků: 7 562

 Rusko -  Finsko 3:0 (0:0, 1:0, 2:0) Zpráva
16. prosince 2006 – Moskva
- Branky  Rusko: 35:12 Pjotr Ščastlivyj, 47:06 Ilja Nikulin, 59:00 Alexej Morozov
- Branky  Finsko: nikdo
- Rozhodčí: Šindler (CZE) - Anisimov, Romaško (RUS)
- Vyloučení: 6:7 (1:0, 1:0)
- Diváků: 13 400

 Česko -  Švédsko 	5:7 (1:3, 3:2, 1:2) Zpráva
16. prosince 2006 – Moskva
- Branky  Česko: 15:45 Jan Marek, 26:56 Miloslav Hořava, 36:32 Vlastimil Kroupa, 37:40 Jan Marek, 55:08 Josef Straka
- Branky  Švédsko: 4:11 Daniel Fernholm, 11:34 Tony Martensson, 15:26 Johan Lindström, 26:32 Tobias Enström, 29:42 Tobias Enström, 50:54 Karl Fabricius, 59:30 Karl Fabricius
- Rozhodčí: Zacharov – Monoškov, Gofman (RUS)
- Vyloučení: 11:12 (1:5) + Philipp na 10. min.
- Diváků: 4 300

 Česko -  Rusko 	1:4 (0:0, 0:2, 2:1) Zpráva
17. prosince 2006 – Moskva
- Branky  Česko: 51:24 Jaroslav Bednář
- Branky  Rusko: 21:25 Pjotr Ščastlivyj, 32:44 Alexej Morozov, 45:19 Nikolaj Kuljomin, 49:50 Alexej Morozov
- Rozhodčí: Levonen (FIN) – Anisimov, Romaško (RUS)
- Vyloučení: 10:9 (1:2) + Platil na 10. min.
- Diváků: 14 000

 Finsko -  Švédsko 2:1 (1:0, 1:1, 0:0) Zpráva
17. prosince 2006 – Moskva
- Branky  Finsko: 12:44 Kim Hirschovits, 39:34 Janne Pesonen
- Branky  Švédsko: 31:10 Johan Åkerman
- Rozhodčí: Karabanov - Monoškov, Gofman (RUS)
- Vyloučení: 9:9 (1:1) navíc Marttinen (FIN) na 10 min.

## Statistiky

### Nejlepší hráči
| Pozice                | Hráč             |
| --------------------- | ---------------- |
| Brankář               | Vasilij Košečkin |
| Obránce               | Johan Åkerman    |
| Útočník               | Janne Pesonen    |
| Nejlepší hráč turnaje | Pjotr Ščastlivij |

### All-Star Tým
| Pozice  | Hráč             |
| ------- | ---------------- |
| Brankář | Vasilij Košečkin |
| Obránce | Ilja Nikulin     |
| Obránce | David Petrasek   |
| Útočník | Jan Marek        |
| Útočník | Pjotr Ščastlivij |
| Útočník | Alexej Morozov   |

### Kanadské bodování
| Poř. | Kanadské bodování | Branky | Přihrávky | Body |
| ---- | ----------------- | ------ | --------- | ---- |
| 1.   | Jan Marek         | 3      | 1         | 4    |
| 2.   | Tony Martensson   | 2      | 2         | 4    |
| 3.   | Petr Čáslava      | 0      | 4         | 4    |
| 3.   | David Petrasek    | 0      | 4         | 4    |
| 5.   | Janne Personen    | 0      | 3         | 3    |
| 5.   | Alexej Morozov    | 0      | 3         | 3    |

## Soupisky týmů
Rusko
- Brankáři: Alexandr Jeremenko, Vasilij Košečkin
- Obránci: Ilja Nikulin, Vitalij Proškin, Alexej Jemelin, Maxim Kondratěv, Vitalij Aťušov, Jevgenij Varlamov, Kirill Kolcov, Andrej Kutějkin
- Útočníci: Sergej Zinovjev, Alexej Morozov, Danis Zaripov, Vladimir Antipov, Igor Volkov, Pjotr Ščastlivyj, Arťom Čubarov, Alexandr Koroljuk, Ivan Něprjajev, Nikolaj Kuljomin, Alexandr Charitonov, Sergej Koňkov
- Trenér: Vjačeslav Bykov

 Finsko
- Brankáři: Ari Ahonen, Petri Vehanen
- Obránci: Pekka Saravo, Jere Karalahti, Pasi Puistola, Tuukka Mäntylä, Anti-Jussi Niemi, Toni Söderholm, Jyri Marttinen, Arto Laatikainen
- Útočníci: Janne Pesonen, Mika Pyörälä, Petri Pakaslahti, Kim Hirschovits, Juha-Pekka Haataja, Pekka Saarenheimo, Ville Viitaluoma, Jaakko Uhlbäck, Eero Somervuori, Kristian Kuusela, Kimmo Koskenkorva, Petri Kontiola, Antti Pihlström
- Trenéři: Erkka Westerlund, Hannu Virta a Risto Dufva

 Švédsko
- Brankáři: Erik Ersberg, Daniel Henriksson
- Obránci: Tobias Enström, Tobias Viklund, David Petrasek, Johan Akerman, Daniel Fernholm, Jonas Frögren, Andreas Holmqvist, Per Hallberg
- Útočníci: Fredrik Emvall, Tim Eriksson, Johan Lindström, Tony Martensson, Jörgen Jönsson, Peter Nordström, Dragan Umicevic, Jimmie Ölvestad, Johan Andersson, Karl Fabricius, Fredrik Hynning, Oscar Steen, Rickard Wallin
- Trenér: Bengt-Ake Gustafsson

 Česko
- Brankáři: Milan Hnilička, Adam Svoboda
- Obránci: Vlastimil Kroupa, Petr Čáslava, Radek Hamr, Zdeněk Kutlák, Jan Platil, Miloslav Gureň, Radek Philipp
- Útočníci: Michal Mikeska, Jan Marek, Ladislav Kohn, Josef Straka, Jiří Šimánek, Jaroslav Bednář, Miloslav Hořava, Jiří Polanský, Vojtěch Kubinčák, Zdeněk Skořepa, Tomáš Rolinek, Jaroslav Kalla, Leoš Čermák, Jan Víšek
- Trenéři: Alois Hadamczik, Pavel Marek